# روي بورنس
روي بورنس (بالإنجليزية: Roy Burns)‏ (1 يناير 1916 بولفرهامبتن في المملكة المتحدة - 1 يناير 1983) هو لاعب كرة قدم بريطاني (وحمل سابقاً جنسية المملكة المتحدة لبريطانيا العظمى وأيرلندا) في مركز الوسط. لعب مع بورت فايل ونادي بورنموث ووولفرهامبتون واندررز.